# 成都航空
成都航空（英語：Chengdu Airlines，全称为成都航空有限公司）是总部设于中国四川省成都市的一家航空公司，主运营基地设在成都双流国际机场。其标志图案取自太阳神鸟金饰。
成都航空前身是鹰联航空。2009年3月，四川航空集团公司向鹰联航空注入2亿元人民币，持有其76%的股份，完成了对鹰联航空的重组。2009年10月，中国商用飞机有限责任公司、四川航空集团有限责任公司、成都交通投资集团公司重组成都航空，持股比例分别为48%、40.97%、11.03%,股本金由原来的3亿元增加至6.8亿元，并于2010年1月15日获得批准正式更名为“成都航空公司”。于2010年1月23日3时正式启用新的公司名称。现已开通43条国内航线，也是国产ARJ21客机首航的航空公司。

## 机队

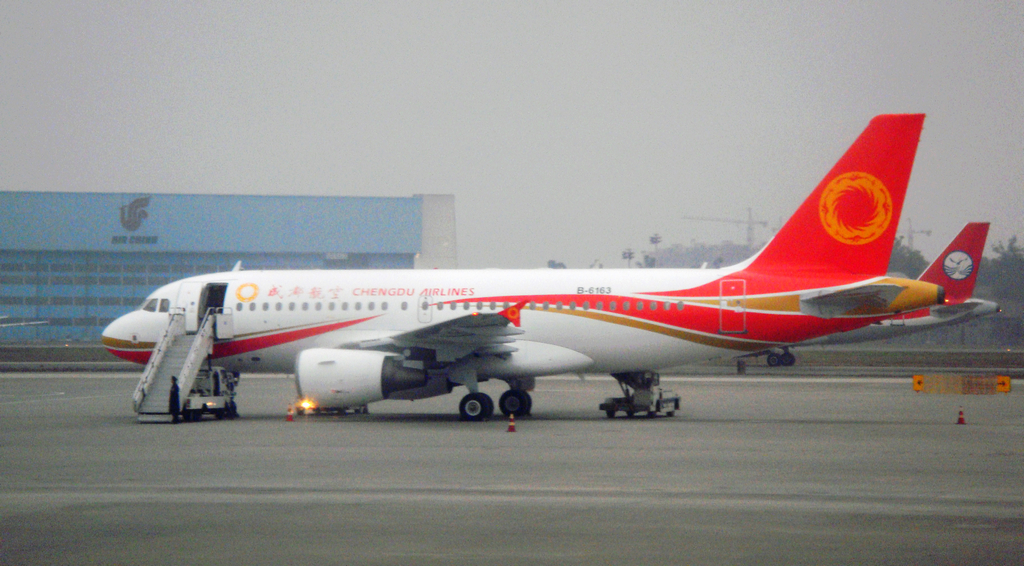
一架成都航空的空中客车A319客机（摄于首航日）

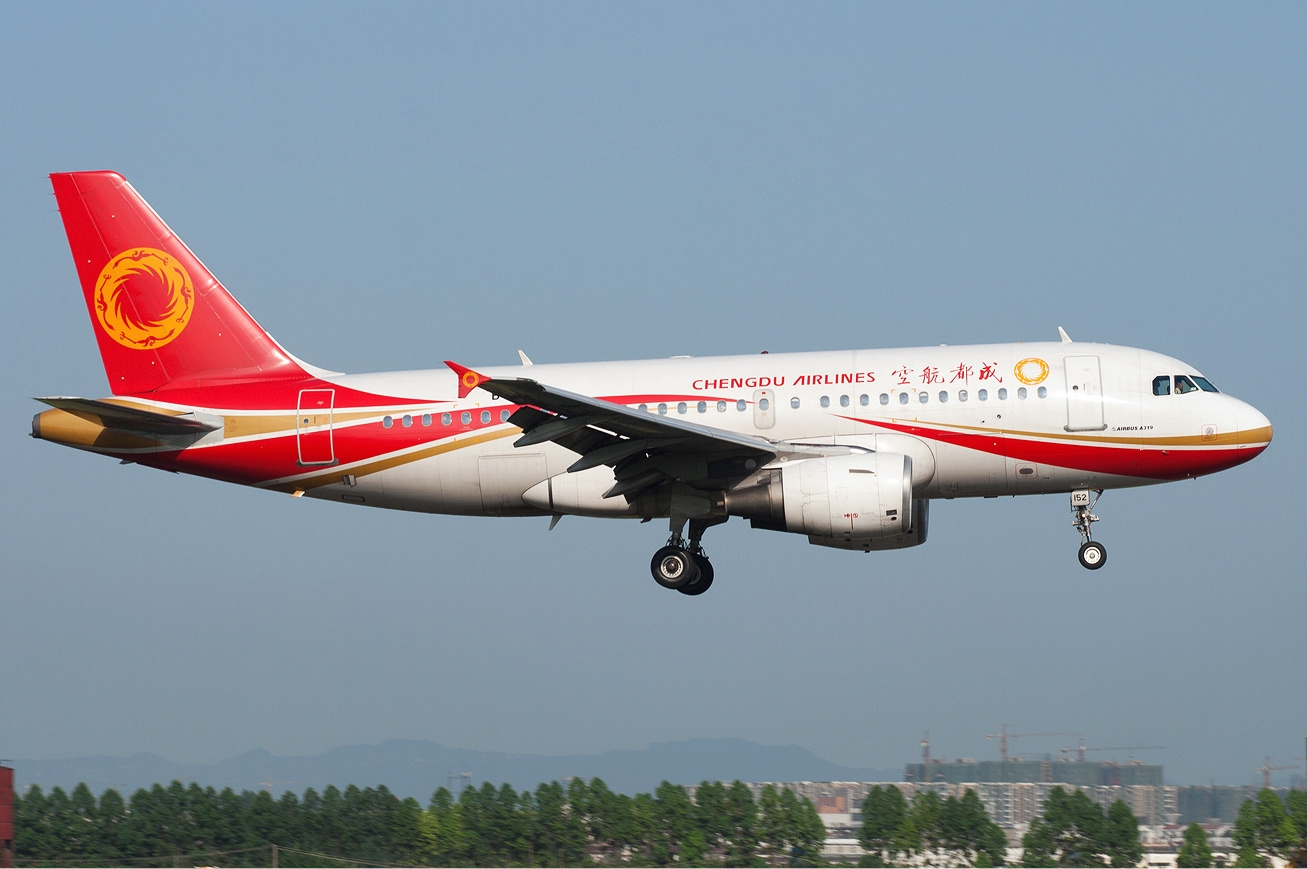
成都航空空中客车A319-100

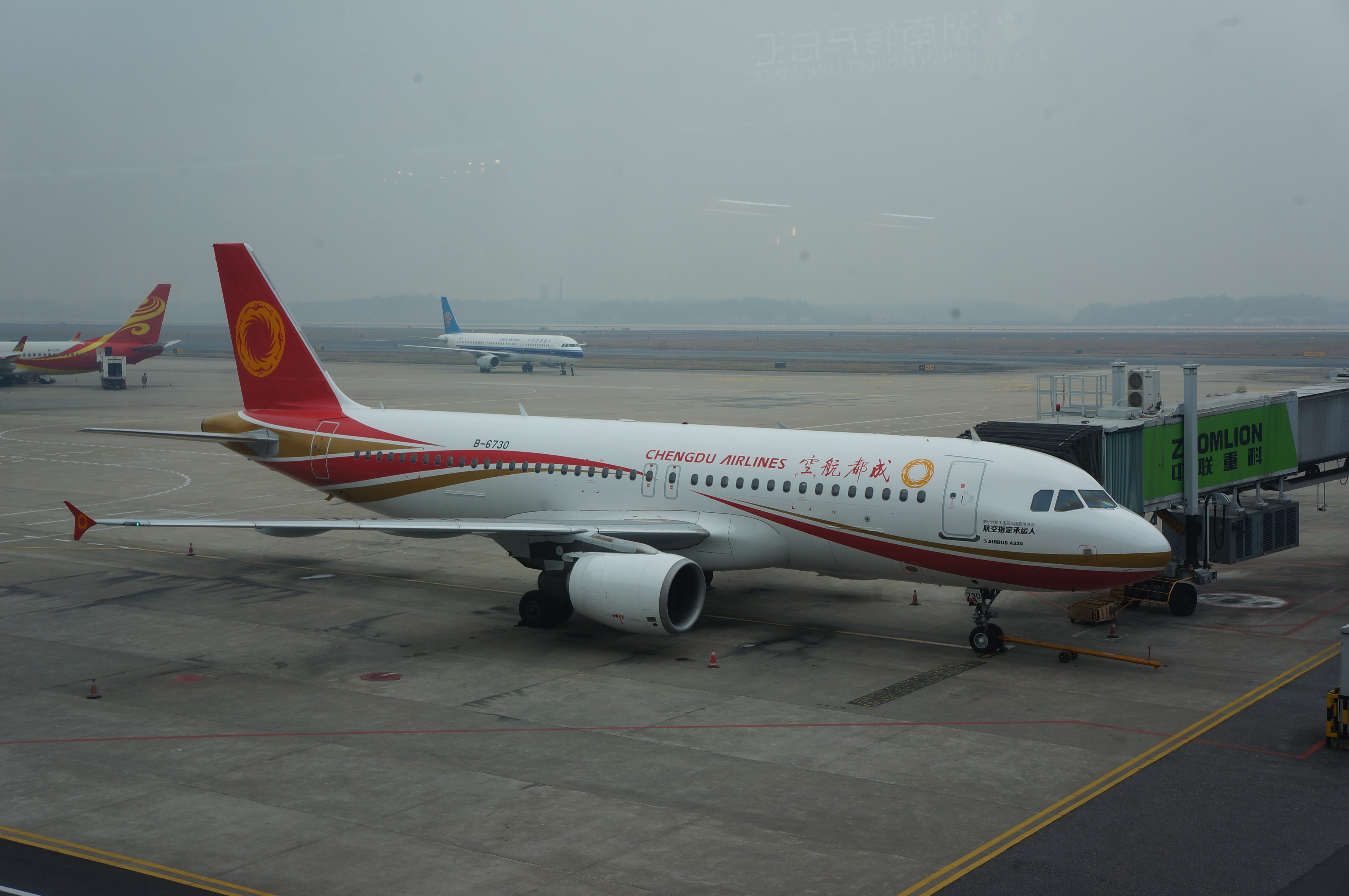
成都航空空中客车A320-200在长沙黄花国际机场

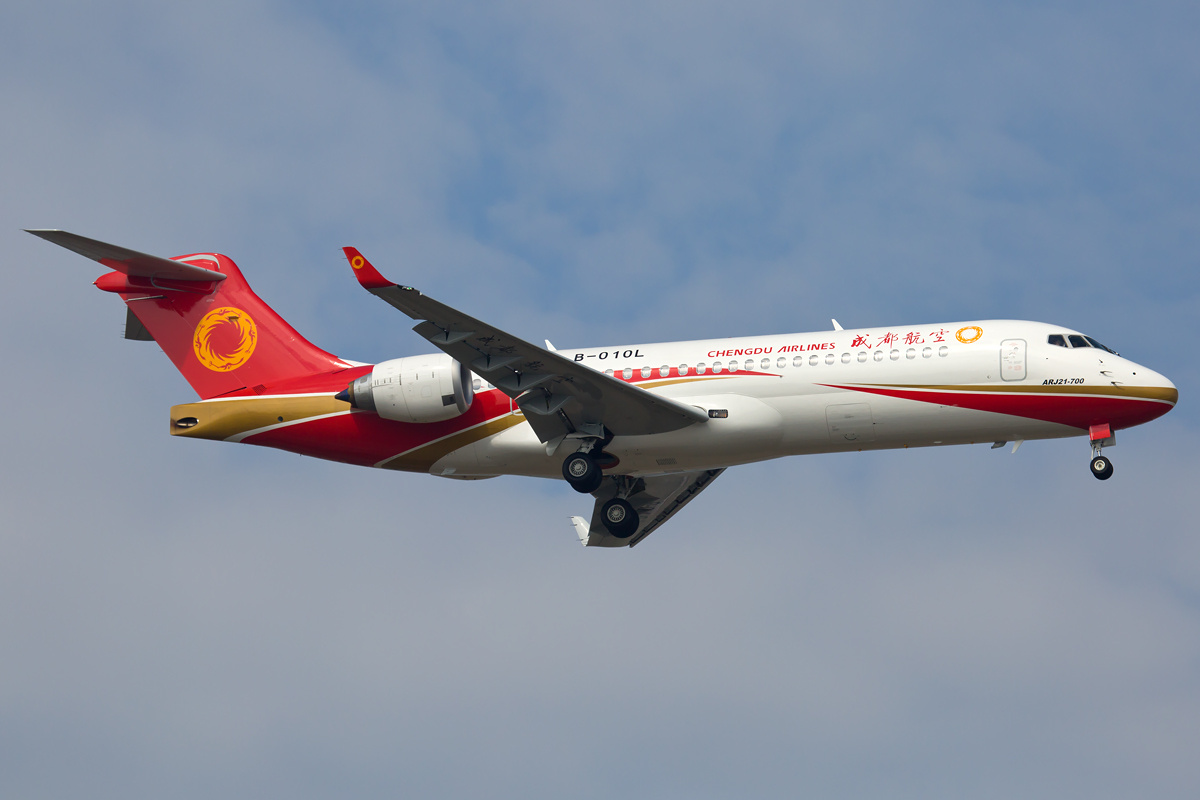
成都航空中国商飞ARJ21在2014年珠海航展上首度公开展示，该飞机已经于2015年11月29日交付。

截至2023年8月，拥有下列飞机：

## 飞行事故
- 2013年4月5日，成都航空一架注册编号为B-6229的空中客车A319执行成都双流国际机场飞往南宁吴圩国际机场的航班（航班号为EU2229）。班机降落前，南宁机场管制部门曾多次提醒机组人员机场气象条件不满足起降标准（南宁机场仅具有第一类盲降系统），并提出备降和等待的建议，机长仍然坚持降落，最终使用自动驾驶仪在05号跑道着陆（正常安全操作中，需要第三類引導的設備支持，才允許在此種天候中實施自動降落）。涉及该事件的三名飞行员已停飞。中国民用航空西南地区管理局描述此事件为“性质严重，影响恶劣”，已成立安全督导组进驻成都航空进行一个月的现场督导。[6]